# Krasna Jora (Donetsk)
Krasna Jora (en ucraniano: Красна Гора, romanizado: Krasna Hora; en ruso: Красна Гора, romanizado: Krasna Gora) es un asentamiento de tipo urbano ucraniano perteneciente al óblast de Donetsk. Situado en el este del país, hasta 2020 era parte del área municipal de Bajmut pero después de esta fecha, se convirtió en parte del raión de Bájmut y del municipio (hromada) de Bajmut.
El asentamiento se encuentra ocupado por Rusia desde febrero de 2023 en el marco de la invasión rusa de Ucrania.

## Toponimia
El nombre significa "montaña roja" y proviene de un depósito de arcilla utilizado para la producción de ladrillos.

## Geografía
Krasna Jora está a orillas del río Bajmuta, 7 km al norte de Bajmut y 77 km al norte de Donetsk.

## Historia
Krasna Jora fue fundado en 1906 como asentamiento de trabajadores de una mina de sal. En 1927, se construyó aquí un horno para cocer arcilla, sobre la base del cual se estableció más tarde la actual fábrica de materiales cerámicos. El sitio tiene la condición de asentamiento de tipo urbano desde 1964.
En 2014 se cerró la fábrica de ladrillos, sobre la que se sustentaba toda la economía del pueblo. 
Tras la invasión rusa de Ucrania, Krasna Jora fue atacado fuertemente por Rusia en medio de las batallas por Soledar y Bajmut. Las imágenes geolocalizadas indicaron que las tropas ucranianas se retiraron del asentamiento el 11 de febrero de 2023, lo que le dio a Rusia el control total de la aldea. El Ministerio de Defensa ruso confirmó la captura el 12 y 13 de febrero de 2023.

## Demografía
La evolución de la población de Krasna Jora entre 1970 y 2022 fue la siguiente:
| 823                                                           | 765 | 734 | 690 | 650 | 635 | 619 | 584 |
| (Fuente: Cities & Towns of Ukraine y UKRAINE: Größere Städte) |     |     |     |     |     |     |     |

Según el censo de 2001, la lengua materna de la mayoría de los habitantes, el 59,86%, es el ucraniano; del 40,14% es el ruso.